# Verplanckite
La verplanckite è un minerale.